# Курбанмагомедова Єлизавета Павлівна
Єлизавета Павлівна Курбанмагомедова (також — Єлизавета Майська; нар. 4 травня 1985, Київ, Українська РСР) — українська акторка кіно та дубляжу, ведуча радіо.

## Життєпис
Єлизавета Майська народилася 4 травня 1985 року в Києві.
Закінчила Київський національний університет культури та мистецтв. Акторську майстерність їй викладав Народний артист України, професор Василь Баша. Пізніше навчалась академічному вокалу в Тамари Калустян у студії при Будинку вчених АН України.

## Творчість
У 2005 році Єлизавета Майська перемогла в реаліті-шоу на телеканалі Інтер «Зіркою серіалу буду я» і отримала роль у серіалі «Вовчиця», де зіграла роль Олесі у перших 153-х серіях.
У вересні 2007 року в ході позачергових виборів народних депутатів України була уповноваженою особою «Блоку партії пенсіонерів України» в загальнодержавному виборчому окрузі.
Ще під час навчання у виші працювала ведучою на телебаченні, зокрема, у програмі «Погода». Протягом двох років жила, працювала і вчилася в Будапешті, де проходила практику на Центральному угорському телебаченні. У 2011 році стала однією з основних ведучих телеканалу Тоніс, вела авторську програму «Кінофан». У 2012 році була ведучою в проєкті «Ранкове espresso». Також вела авторську програму «Прості істини» на українському радіо «Культура».
З 2012 року працює ведучою авторського проєкту «Формула життя» на першому каналі Українського радіо.
Працювала з Владом Троїцьким в операх «Коріолан» (2014 року) і «YOV» (2015). Опера-реквієм режисера Влада Троїцького та композиторів Роман Григорів і Ілля Разумейко "YOV" увійшла до топ-10 кращих сучасних опер у світі за рейтингом Music Theatre NOW..

### Ролі в кіно
2024 - Rematch - Alisa Vasilieva
2021 - Contamin (у виробництві) - Elisa
2020 - Привіт, тату!
2021 - Мертві лілії - Ганна
2020 - Не хочу тебе втрачати - Соня
2020 - Олена Прекрасна - Олена Рєснічкіна

2020 - Утікачка-2 - Марія
- 2020 — Найгірша подруга — Марго
- 2020 — Соціальний захист (у виробництві) — Марта Орлова
- 2019 — Я тебе знайду — Віка, дружина Леоніда
- 2019 — Втрачені спогади — Женя
- 2019 — Скляна кімната — Олена Миколаївна Трофимова, вчителька географії — (головна роль)
- 2019 — Ніколи не буває пізно — Лариса, коханка Ігоря
- 2019 — Невипадкові зустрічі — Анна[5]
- 2019 — Діда Мороза не буває
- 2018 — Троє в лабіринті — Іра, сестра Регіни
- 2018 — За законами воєнного часу-2 — Олена Рокотова (в титрах — Ліза Курбанмагомедова)
- 2018 — Кров ангела — Лариса, дружина Леоніда
- 2018 — За три дні до кохання — Власта, дружина Бориса
- 2017 — Той, хто не спить — Світлана
- 2017 — Двигун внутрішнього згоряння — Женя Короленко — (головна роль)
- 2016 — Кримінолог — Анна, кримінолог (головна роль)
- 2014 — Метод Фрейда-2 — Лариса Мальцева, редакторка програми (9-та серія)
- 2014 — Справа для двох — Софія (2-й фільм — «Повільна отрута»)
- 2013 — 2014 — Неформат — Тіна, піарниця
- 2013 — Мій тато льотчик — Марина
- 2013—1943 — Ніна (в титрах — Ліза Курбан-Магомедова)
- 2012 — Менти. Таємниці великого міста — Майя, подруга Тані (фільм № 3 «Алібі»)
- 2012 — Лист очікування — Олена Зубкова, балерина (9-та серія)
- 2012 — Повернення Мухтара-8 — Анастасія Родіонова, слідча — (головна роль) (81-83 та 85-та серії)
- 2011 — 2012 — Я прийду сама — Тетяна
- 2011 — Лють — Ольга, стриптизерка (Фільм № 6 «Постріл в парку»)
- 2011 — Ялта-45 — Аля
- 2011 Здрастуй, мамо! — Ірина
- 2019 — По гарячих слідах — Олена (13-та серія «Свій чужий»)
- 2010 — Віра, Надія, Любов — Гуля, прийомна дочка Віри і Віктора
- 2009 — Вихід — Тетяна
- 2009 — Повернення Мухтара-5 — Морозова (8-ма черія «Капкан для зайці»)
- 2007 — Повернення Мухтара-4 — Тетяна (в титрах — Курбанмагамедова) (19-та серія «Скляр»)
- 2006 — Вовчиця — Олеся Комова

### Дубляж
- «Русалонька» (телесеріал та мультфільм) — Аріель
- «Лоракс» — Одрі
- «О» («Особливо небезпечні») — Офелія